# ムルク
ムルクは、マヤ文明で使われていたツォルキン（暦）の第9番目の日。キチェ語でToj。病気、痛み、苦痛、自然への（罰としての）贈物の象徴。罪に起因する苦しみを象徴する。すべてを与えてくれる創造主に奉納と祈願を捧げるのに適した日とされ、正義、愛、意思伝達、集合のお返しと釣合いを意味する。